# Kantóra
Kantóra – część wsi Nieskurzów Stary w Polsce, położona w województwie świętokrzyskim, w powiecie opatowskim, w  gminie Baćkowice.
W latach 1975–1998 Kantóra administracyjnie należała do województwa tarnobrzeskiego.